# Szelomo Kohen-Cidon
Szelomo Kohen-Cidon (hebr. שלמה כהן-צידון, ang. Shlomo Cohen-Tsiddon, Shlomo Cohen-Tzidon; ur. 15 lutego 1923 w Aleksandrii, zm. 16 lutego 2012) – izraelski prawnik i polityk, w latach 1966–1969 poseł do Knesetu.

## Życiorys
Urodził się 15 lutego 1923 w Aleksandrii, w niedawno powstałym Królestwie Egiptu. W rodzinnym mieście ukończył szkołę średnią, a następnie wyższą szkołę handlową. Działał w ruchu syjonistycznym. W 1949 wyemigrował, jak wielu egipskich Żydów, do nowo powstałego państwa Izrael. W Tel Awiwie ukończył studia w szkole orzecznictwa i ekonomii. Pracował jako prawnik.
Działał w środowisku Żydów mizrachijskich, był wydawcą czasopisma „Ha-Mizrach ha-Chadasz”.
W polityce początkowo związał się z lewicową partią rządzącą – Mapai. W 1961 był jednym z założycieli Partii Liberalnej. W wyborach parlamentarnych w 1965 bezskutecznie kandydował do izraelskiego parlamentu z listy Gahalu, czyli Bloku Liberałów i Herutu. W skład szóstego Knesetu wszedł jednak 16 października 1966, po śmierci Elijjahu Meridora. Zasiadał w trzech komisjach parlamentarnych: pracy, spraw wewnętrznych oraz edukacji i kultury, a także w podkomisji zajmującej się polityką rozpraszania ludności. 11 lutego 1969 opuścił macierzyste ugrupowanie i przystąpił do Wolnego Centrum – partii powstałej dwa lata wcześniej – po tym, jak Szemu’el Tamir, Eli’ezer Szostak i Awraham Ti’ar również opuścili Gahal. W kolejnych wyborach nie udało mu się zdobyć mandatu poselskiego, Wolne Centrum zdobyło tylko dwa mandaty, które przypadły Szostakowi i Tamirowi
Zmarł 16 lutego 2012, dzień po swoich 89. urodzinach.